# Czechowice (Gliwice)
Czechowice (deutsch Schechowitz, 1936–1945 Böhmswalde) ist ein Stadtteil von Gliwice (Gleiwitz). Czechowice hatte 2005 850 Einwohner und liegt im Norden von Gliwice. Bei Czechowice befindet sich ein Baggersee mit dem städtischen Erholungszentrum Czechowice.

## Geschichte

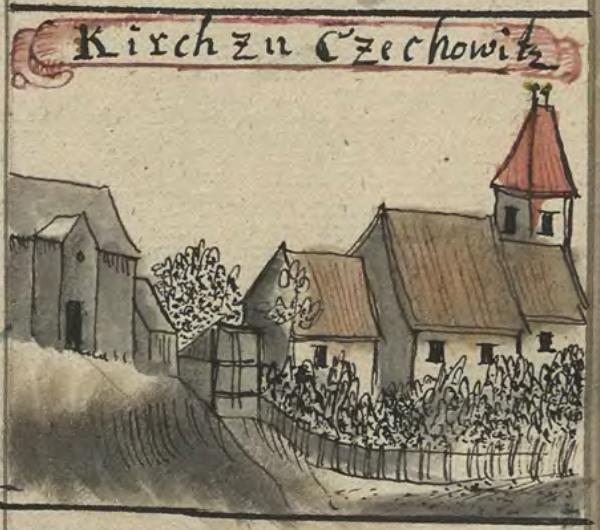
Schechowitz im 18. Jahrhundert nach Friedrich Bernhard Werner

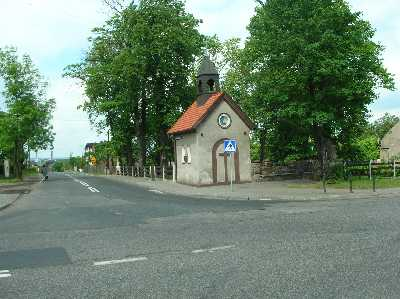
Nepomukkapelle

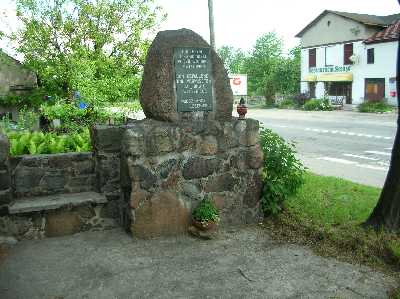
Gedenkstein für die Opfer beider Weltkriege

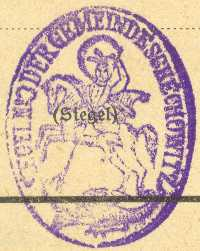
Gemeindestempel

Der Ort entstand spätestens im 13. Jahrhundert und wurde 1295–1305 im Liber fundationis episcopatus Vratislaviensis (Zehntregister des Bistums Breslau) erstmals urkundlich als „Cechowitz“ erwähnt. Schechowitz wurde nach deutschem Recht angelegt.
Der Ort wurde 1783 im Buch Beyträge zur Beschreibung von Schlesien als Czechowi(t)z erwähnt, war im Besitz des Barons von Wilczek, lag im Landkreis Tost des Fürstentums Oppeln und hatte zwei Vorwerke, 135 Einwohner, 16 Bauern, 15 Gärtner, zwei Häusler und eine katholische Kirche. Bei der Kirche handelte es sich um eine Schrotholzkirche, die in Brand geraten ist und danach zerfiel. 1818 wurde der Ort als Czechowitz erwähnt. 1865 bestand Czechowitz aus einem Dorf und einem Vorwerk. Die Bebauung war zerstreut und die Gegend schluchtig. Die Dorfgemeinde hatte zu diesem Zeitpunkt 15 Bauernstellen, 18 Gärtner und 18 Häusler, sowie einen Kretschmer (Gastwirt). Die Bewohner waren nach Laband eingepfarrt und eingeschult. Das Vorwerk Czechowitz, das auch Oberhof genannt wurde, hatte ein Nebenvorwerk mit dem Namen Niederhof.
Bei der Volksabstimmung in Oberschlesien am 20. März 1921 stimmten im Ort 114 Wahlberechtigte für einen Verbleib Oberschlesiens bei Deutschland und 465 für eine Zugehörigkeit zu Polen. Schechowitz verblieb nach der Teilung Oberschlesiens beim Deutschen Reich. 1936 wurde der Ort im Zuge einer Welle von Ortsumbenennungen der NS-Zeit in Böhmswalde umbenannt. Bis 1945 befand sich der Ort im Landkreis Tost-Gleiwitz.
1945 kam der bis dahin deutsche Ort unter polnische Verwaltung und wurde anschließend der Woiwodschaft Schlesien angeschlossen und ins polnische Czechowice umbenannt. 1950 kam der Ort zur Woiwodschaft Kattowitz. 1959 wurde Czechowice Teil von Łabędy und erhielt den Namen Łabędy 3. 1964 wurde Czechowice zusammen mit Łabędy vom Powiat Gliwicki nach Gliwice eingemeindet. 1999 kam der Ort zur neuen Woiwodschaft Schlesien. 2000 wurde die Schule im Stadtteil geschlossen.
Im Sommer 2017 wurden im Bereich der ehemaligen Kirche archäologische Grabungen durchgeführt. Dabei wurden die mittelalterlichen Fundamente der Georgskirche, Münzen und menschliche Skelette freigelegt.

## Bauwerke und Denkmale
- Die Nepomukkapelle, wurde nach dem Abriss der Georgkapelle erbaut
- Gedenkstein für die Opfer beider Weltkriege

## Wappen
Alte Siegel und Gemeindestempel von Schechowitz zeigen den heiligen Georg, der einen Drachen tötet. Der heilige Georg war Patron der ehemaligen Dorfkirche.

## Verkehr
Durch Czechowice verläuft die Droga wojewódzka nr 901. Sie verbindet u. a. Gliwice mit Pyskowice.